# Нансэй
Острова́ Нансэ́й (яп. 南西諸島 Нансэй-сёто:, «Юго-западные острова») — обозначение для всех островов, лежащих в Тихом океане южнее 31° северной широты и принадлежащих Японии (за исключением Бонинских островов).

## География
Главными островными группами, входящими в острова Нансэй, являются:
- Острова Сацунан (префектура Кагосима):
  - Острова Осуми: Танегасима, Якусима, Кутиноэрабусима, Магэсима.
  - Острова Токара: Кутиносима, Наканосима, Суваносэдзима, Акусэки-дзима, Тайрадзима, Кодакарадзима, Такарадзима.
  - Острова Амами: Осима, Кикайдзима, Какэромадзима, Ёросима, Укэсима, Токуносима, Окиноэрабудзима, Йорондзима.
- Острова Рюкю (префектура Окинава):
  - острова Окинава: Окинава, Кумэдзима, Ихэядзима, Идзэнадзима, Агунидзима, Иэдзима.
    - Острова Керама: Токасикидзима, Дзамамидзима, Акадзима, Гэрумадзима.
    - Острова Дайто: Кита-дайто, Минами-дайто, Оки-дайто.

  - Острова Сакисима.
    - Острова Мияко: Мияко, Икэма, Огами, Ирабу, Симодзи, Курима, Наканобанарэ, Футэива, Минна, Тарама.
    - Острова Яэяма: Ириомоте, Исигаки, Дайтибанари, Мадзипанари, Кабираванку, Хирапанари, Такэтоми, Кохама, Утипанари, Сотопанари, Куросима, Наканоками, Арагусуку, Хатома, Каяма, Камидзи, Симодзи, Юбу, Акапанари, Убанари, Хатопанари, Хатерума, Йонагуни.
    - Острова Сэнкаку: Уоцуридзима, Кубадзима, Тайсёдзима, Китакодзима, Минамикодзима, Окинокитаива, Окиноминамиива, Нихонго.

Острова Рюкю (яп. 琉球諸島 Рю:кю:-сёто:) — без островов Дайтё и Сэнкаку — обозначаются также как Рюкю-рэтто (яп. 列島 Рю:кю:-рэтто:, «островная цепь Рюкю»).